# Francis Cruise
Francis Xavier Richard Cruise, né le 3 décembre 1834 à Dublin et mort le 26 février 1912, est un chirurgien et urologue irlandais.

## Biographie
Né à Dublin le 3 décembre 1834, Francis Cruise est baptisé quatre jours plus tard à la pro-cathédrale Sainte-Marie. Son père exerce le métier d'avocat.
Étudiant au Clongowes Wood College, Francis Cruise y rencontre Henry Russell avec qui il entreprend un voyage en Amérique du Nord la même année. Les deux hommes embarquent à Liverpool le 17 juin 1857 sur le New Orleans, un navire à destination de Québec, qu'il atteignent dix jours plus tard. Se déplaçant en train ou en bateau à vapeur, les deux amis rejoignent successivement Montréal, Niagara-on-the-Lake, Détroit puis Chicago, avant de remonter le Mississippi entre Dubuque et Saint Paul. Après plusieurs semaines d'exploration de la région des Grands Lacs, ils rejoignent New York, via Buffalo et Albany, où Francis Cruise interrompt son voyage pour rentrer en Europe.
De retour en Irlande, il obtient une licence en 1959 au Collège royal de médecine, puis un doctorat en médecine au Trinity College en 1861, après avoir rédigé une thèse sur le développement anormal des organes génitaux féminins. La même année, il commence sa carrière de médecin au Mater Hospital de Dublin, un établissement qui vient tout juste d'ouvrir. Il est célèbre pour avoir développé un modèle d'endoscope qui lui permet de réussir de nombreuses opérations, comme l'une des premières urétérostomies, ou encore de diagnostiquer pour la première fois certaines maladies comme des tumeurs de la vessie.
Au cours de sa carrière, Francis Cruise enseigne également à la Carmichael School of Medicine, puis est président du College royal de médecine entre 1884 et 1886. Il rédige des articles dans de nombreux domaines médicaux, mais possède également une certaine culture littéraire : il est l'auteur d'une biographie du moine néerlandais Thomas a Kempis, et d'une traduction de son ouvrage le plus célèbre, L'Imitation de Jésus-Christ.
Francis Cruise meurt le 26 février 1912. Il est enterré au cimetière de Glasnevin.